# Cratere Sophia
Sophia  è un cratere sulla superficie di Venere.